# Colònia de les Illes Mascarenyes
La colònia de les Illes Mascarenyes (Îles Mascaregnes) fou un territori francès organitzat el 4 de juny de 1735 amb la Île de France, l'illa Rodrigues, l'illa de Sant Pau (Réunion) i algunes illes menors, a les que més tard es van afegir nominalment les Seychelles (quan foren reclamades el 1758, tot i que no foren poblades fins al 1770).
Aquesta colònia fou administrada per la Companyia Francesa de les Índies Orientals fins al 1767 quan va passar a la corona, però poc després l'administració fou confiada a una nova companyia, la Companyia Francesa de les Índies Orientals i Xina (Compagnie des Indes orientales et de la Chine) fundada el 1770 (patent de 22 d'abril de 1770). La Convenció va decretar la supressió de la companyia l'11 d'octubre de 1793 amb requisa de mercaderies i vaixells; els directors foren empresonats i alguns guillotinats, però alguns es van salvar com a malalts mentals per tenir un metge còmplice en el comitè revolucionari. La colònia fou finalment suprimida el 25 d'octubre de 1797 i l'Île de France i l'Île de la Réunion (nom que s'havia donat a l'illa de Sant Pau el 19 de març de 1793) van esdevenir nominals departaments de França (si bé controlats per assemblees colonials reialistes).